# Grievous Angel
Grievous Angel is het  tweede solo-album van de Amerikaanse singer/songwriter Gram Parsons, uitgebracht in januari 1974. Op 19 september 1973 is hij overleden aan een overdosis morfine en tequila. Zijn tweede album is vier maanden na zijn overlijden uitgebracht.

## Muzikanten
Gram Parsons zingt net als op het vorige album GP een aantal duetten met Emmylou Harris die meezingt op vrijwel alle nummers van dit album. James Burton, Glen Hardin en Ronnie Tutt behoorden tot de begeleidingsband van Elvis Presley. Herb Peterson is een singer/songwriter die onder meer countrymuziek, bluegrass en rock speelt. Steelgitarist Al Perkins heeft gespeeld in de Flying Burrito Brothers en Manassas,  de band van Stephen Stills. Bernie Leadon is een multi-instrumentalist  en was een van de oprichters van de Eagles. Fiddler Byron Berline staat bekend om zijn grote verscheidenheid van muziekstijlen zoals ragtime, bluegrass, country en rock. Zangeres Linda Ronstadt heeft succes gehad met eigen nummers zoals Blue Bayou,  It’s so easy en Don't know much (met Aaron Neville) en heeft samengewerkt met veel verschillende artiesten.
- Gram Parsons – zang, akoestische gitaar
- Emmylou Harris – zang (op alle songs behalve Brass Buttons)
- Glen D. Hardin - piano, elektrische piano op Brass Buttons
- James Burton - elektrische guitar
- Emory Gordy, Jr. – basgitaar
- Ronnie Tutt – drums
- N.D. Smart  II - drums op Hearts on fire  en In my hour of darkness
- Herb Pedersen – akoestische gitaar, elektrische ritmegitaar op I Can't Dance
- Bernie Leadon – akoestische gitaar op Return of the Grievous Angel, elektrische solo gitaar op Hearts on fire, dobro op In my hour of darkness
- Al Perkins - pedaal steelgitaar
- Byron Berline - fiddle op Return of the Grievous Angel, Medley live from Northern Quebec en In my hour of darkness, mandoline op Medley
- Steve Snyder – vibrafoon op Medley live from Northern Quebec
- Linda Ronstadt – harmoniezang op In my hour of darkness
- Kim Fowley, Phil Kaufman, Ed Tickner, Jane en Jon Doe – achtergrond “blah-blah" op Medley live from Northern Quebec

## Muziek
Gram Parsons wordt beschouwd als de pionier van de countryrock. Zijn muziek bestaat uit een mengeling van countrymuziek, rock en soul, wat door hem ook wel Cosmic American Music werd genoemd. Dit tweede solo-album begint met Return of the grievous angel. Op de plaat staat ook een aantal ballads, zoals Hearts on fire, Brass buttons, $ 1.000 wedding en Love hurts, dat eerder bekend werd door de The Everly Brothers en de rockband Nazareth, I can’t dance en Las Vegas zijn up-tempo nummers.
De Medley live from Northern Quebec is in werkelijkheid in de studio opgenomen waarbij later applaus en gepraat (op het album staat “Background blah-blah”) zijn toegevoegd. De medley bestaat uit Cash on the Barrelhead  en Hickory Wind, dat oorspronkelijk op Sweetheart of the Rodeo van The Byrds staat. Dit nummer wordt  door Parson aangekondigd als “Here ‘s an old song from a long time back”. Het album sluit af met de melancholische ballad In my hour of darkness.

## Tracklijst

### kant een
1. Return of the Grievous Angel (Gram Parsons, Tom Brown) – 4:19
2. Hearts on Fire (Walter Egan, Tom Guidera) – 3:50
3. I Can't Dance (Tom T. Hall) – 2:20
4. Brass Buttons (Gram Parsons) – 3:27
5. $1000 Wedding (Gram Parsons) – 5:00

### kant twee
1. Medley Live from Northern Quebec:
2. (a) Cash on the Barrelhead (Charlie Louvin, Ira Louvin) – 2:12
3. (b) Hickory Wind (Gram Parsons, Bob Buchanan) – 4:15
4. Love Hurts (Boudleaux Bryant) – 3:40
5. Las Vegas (Gram Parsons, Ric Grech) – 3:29
6. In My Hour of Darkness (Gram Parsons, Emmylou Harris) – 3:42

## Album
Dit album is opgenomen in de zomer van 1973 in de Wally Heider Studio 4. Gram Parson heeft het album zelf geproduceerd. Het is gemixt door geluidstechnicus Hugh Davies in de Capitol Recording Studios in Hollywood. Het album is uitgebracht in januari 1973 op Reprise Records. Nadat de opnames voltooid waren, vertrok Gram Parsons naar een motel bij Joshua Tree National Park (Californië), waar hij vakantie wilde houden. Hier is hij op  19 september 1973 overleden als gevolg van een overdosis morphine en Tequila. Het album is postuum uitgebracht in januari 1974. In 1990 is er ook een versie van het album verschenen met de beide solo-albums GP (1973) en Grevous Angel (1974) op één disc.  In 2004 is een DVD verschenen met de documentaire over de levensloop van Gram Parson met de titel Fallen Angel. De discografie en uitgebreide informatie over alle uitgaven staat vermeld op de site van Discogs (zie bronnen, noten en referenties).

## Ontvangst
Het album Grievous Angel werd door de critici heel positief ontvangen, maar net als bij het eerste solo-album GP verliep de verkoop niet zo succesvol.
- Het album bereikte # 195 in de Amerikaanse Billboard 200 en leverde Gram Parsons postuum enige bekendheid op.
- De plaat heeft bijgedragen tot de bekendheid van Emmylou Harris, die in de daarop volgende jaren hits scoorde met de singles Together again, You never can tell (c’est la vie) en Mr. Sandman en de albums  Elite hotel en Luxury liner.
- De site AllMusic waardeerde deze plaat, evenals de vorige GP, met vijf sterren (het maximum).
- Op de lijst van 500 Best Albums volgens het Amerikaanse tijdschrift Rolling Stone stond Grievous Angel op # 425.
- Op de lijst van 100 Greatest Artists volgens Rolling Stone stond Gram Parsons op # 87.
- Op de lijst van 100 Greatest Country Artists volgens Rolling Stone stond Gram Parsons op # 39.
- Op de jaarlijst 1974 van (OOR) stond dit album op # 30.
- Op de jubileumlijst van 20 jaar OOR (1991) stonden de beide soloalbums van Gram Parsons op een gezamenlijke vijfde plaats.
- Op de lijst met de beste platen van de zeventiger jaren (volgens OOR) stond dit album op # 15.
- Op de lijst van de tien beste songs van Gram Parsons volgens Classic Rock Mag.nl stond de song Return of the Grievous Angel op de eerste plaats en Love hurts op een tweede.

(Dit overzicht geeft een beeld van de waardering van het album door de critici, maar het is niet volledig).